# Puni Puni Poemi
Puni Puni Poemi (ぷにぷに☆ぽえみぃ Puni Puni ☆ Poemii)  – film z rodzaju anime, będący parodią innych gatunków. Opowiada o małej dziewczynce, Watanabe Poemi, która za wszelką cenę pragnie stać się seiyū – osobą podkładającą głosy do anime; aby to osiągnąć, ratuje świat przed najeźdźcami, których przywódcą jest chłopak, w którym się kocha. Bohaterka posiada moc przemiany w superbohaterkę o imieniu Puni Puni Poemi (Mięciutka Poemi). Anime posiada dużo scen erotycznych.
W 2005 r. sprzedaż i posiadanie DVD Puni Puni Poemi zostały zakazane w Nowej Zelandii, pod zarzutem promowania wykorzystywania seksualnego dzieci.